# Setge de Roses (1808)
El setge de Roses de 1808 fou una acció militar de la Guerra del Francès, en la qual la vila fortificada de Roses (Alt Empordà), defensada per l'exèrcit espanyol i, per mar, per l'armada britànica, fou assetjada i presa per l'exèrcit napoleònic.

## El setge
El general Laurent Gouvion Saint-Cyr posà setge a les fortificacions de Roses el 7 de novembre de 1808, que s'acabaren rendint el 5 de desembre.

## Conseqüències
Roses quedà en mans dels francesos fins a la seva retirada del país, el 1814. Abans de retirar-se, inutilitzaren, amb sengles voladures, el castell de la Trinitat i les muralles de la vila vella conegudes com la Ciutadella de Roses.